# 謝承炳
謝承炳（1909年2月7日—2003年），字企石。中華人民共和國江蘇省靖江縣人。民國37年（1948年）在江蘇省第四選區當選第一屆立法委員。

## 生平[4][5][6][7][8][9][10]
- 上海中國公學大學部文史系畢業
- 中央訓練團、革命實踐研究院結業
- 陸軍第一軍司令部中校秘書
- 五省勦匪軍西路機要秘書[11]
- 漢口特別市黨部委員
- 中央陸軍軍官學校上校政治教官
- 第三戰區司令長官司令部少將秘書
- 江蘇省第三區行政督察專員兼保安司令

## 圖像

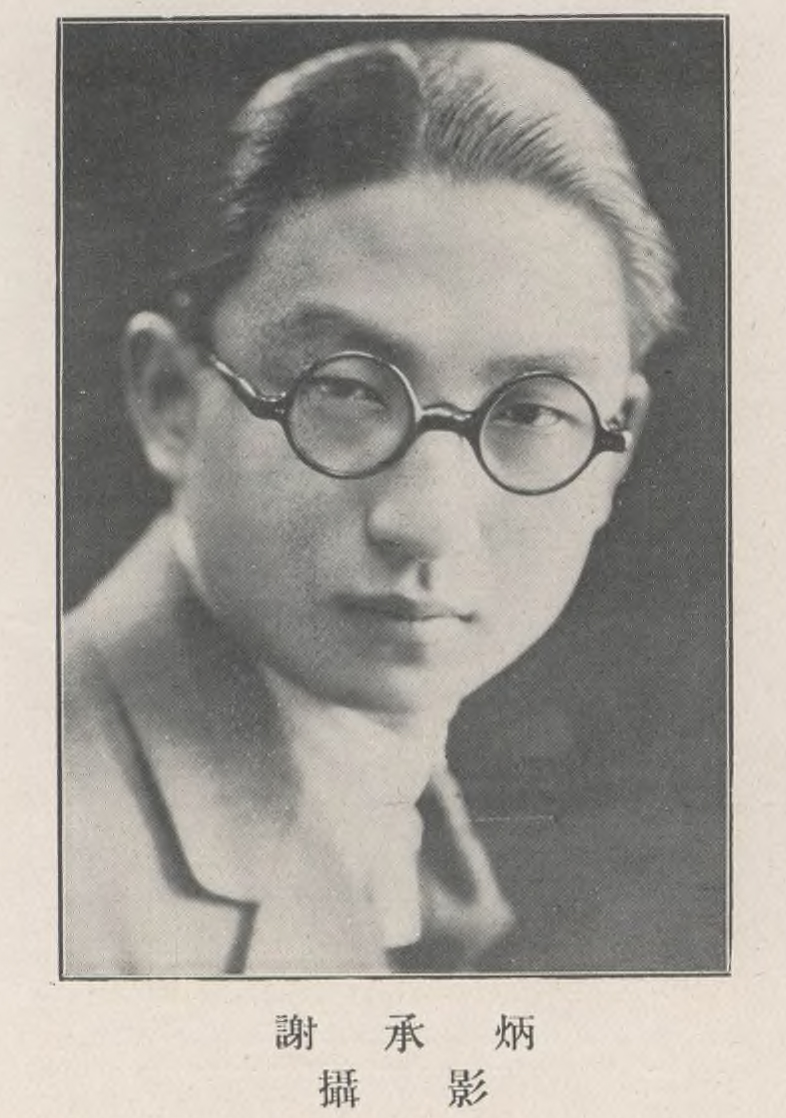
謝承炳
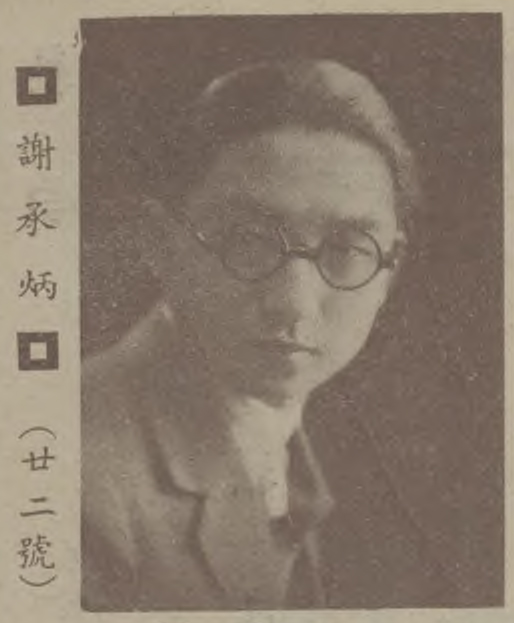
謝承炳
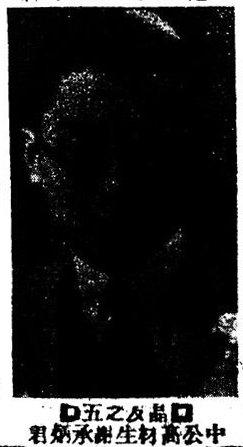
晶友之五中公高材生謝承炳君
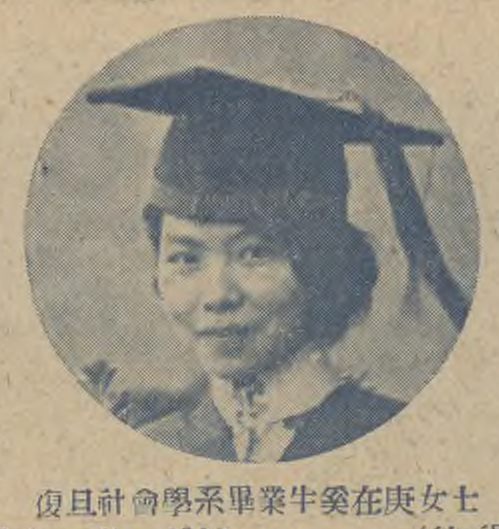
謝承炳之妻奚在庚
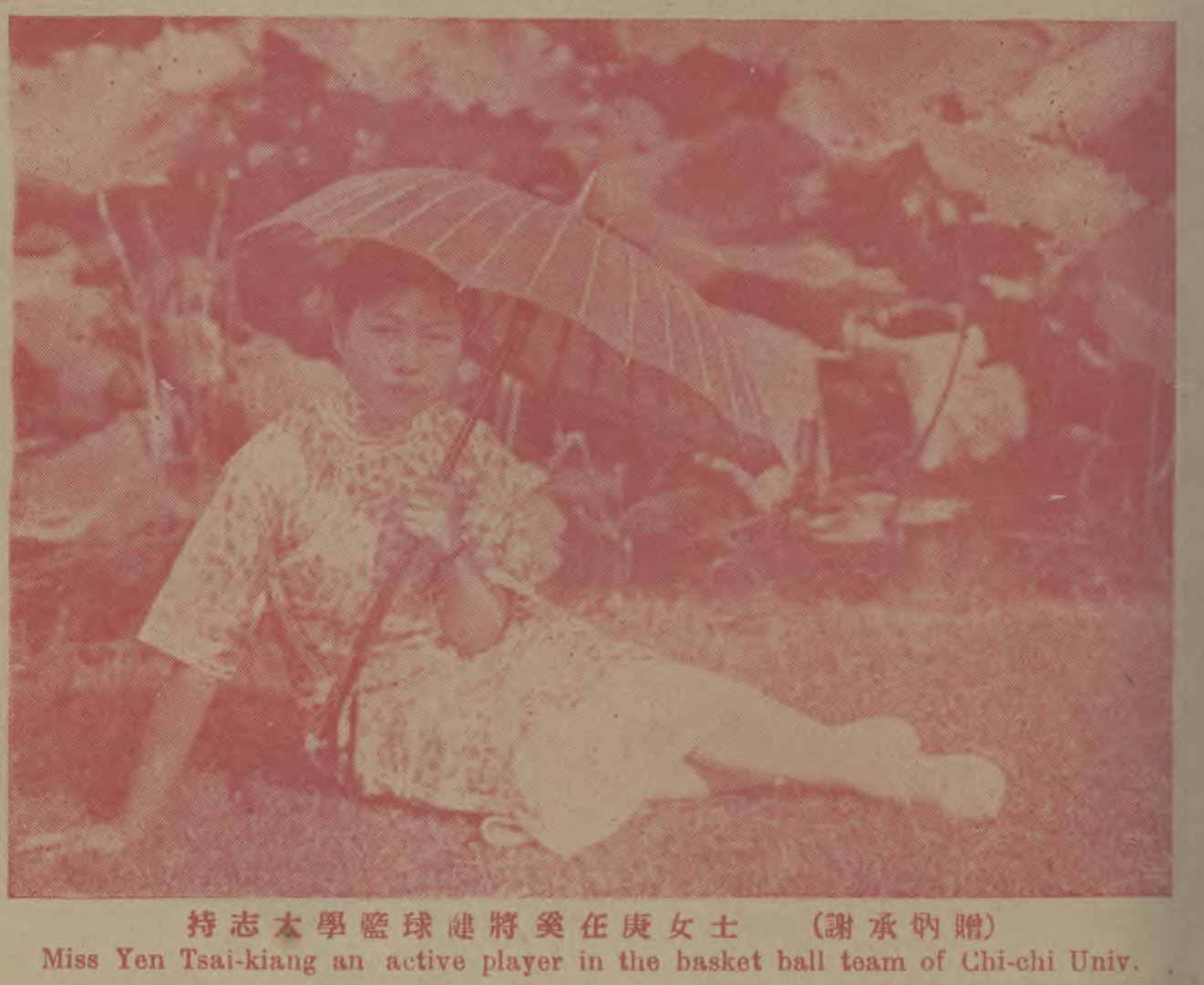
奚在庚
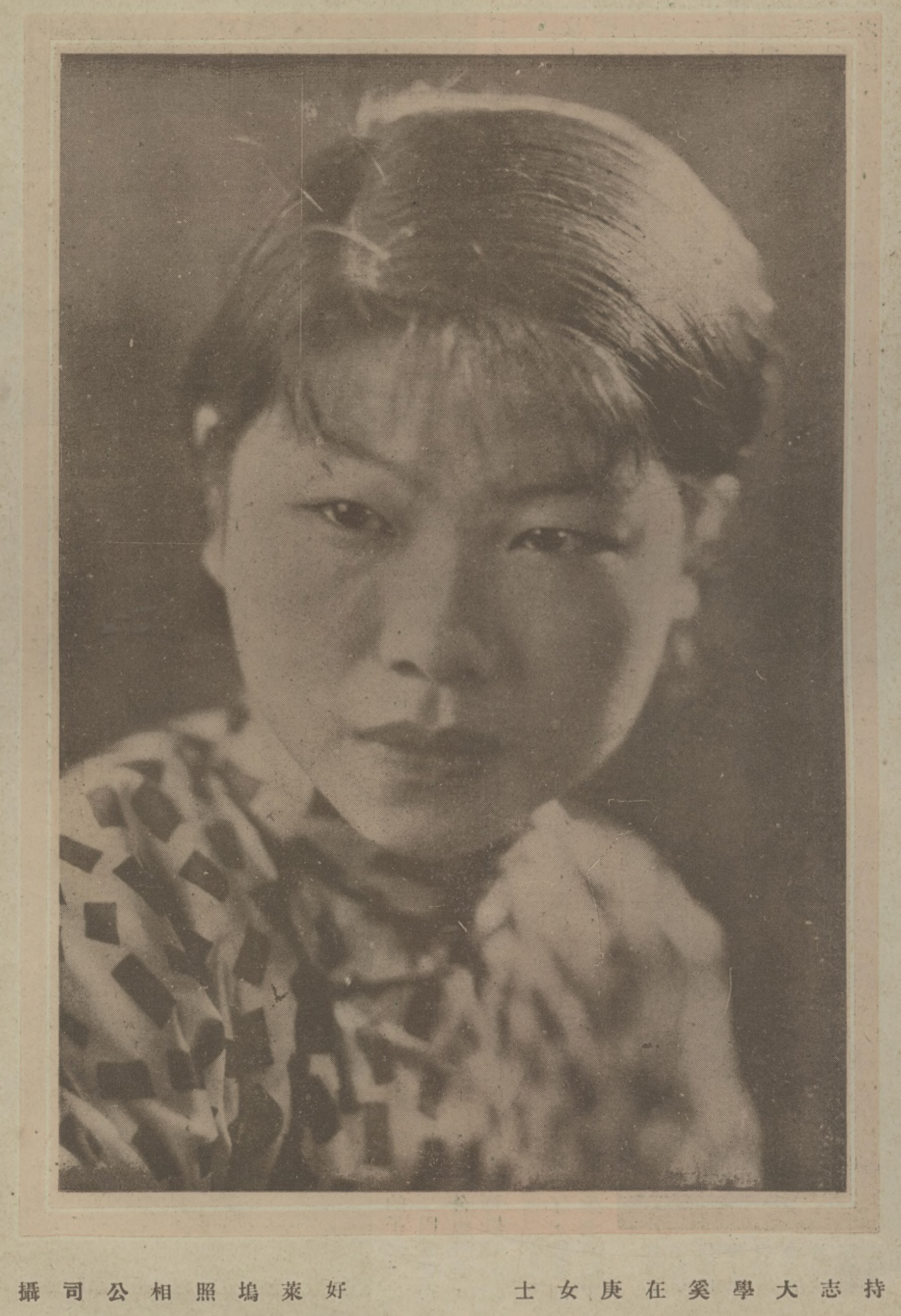
奚在庚
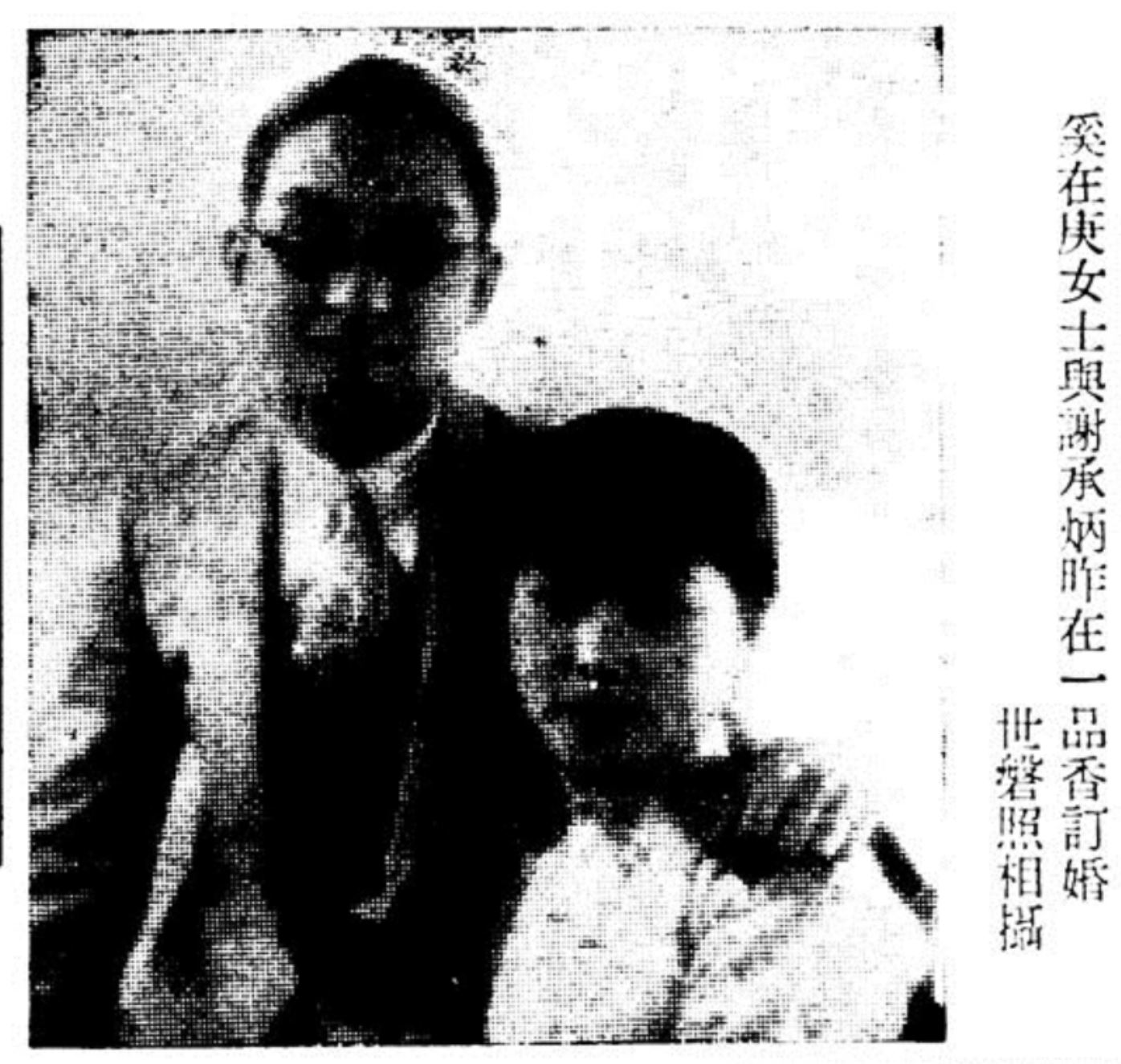
奚在庚女士與謝承炳1930年5月3日在一品香訂婚，吳鐵城證婚